# Filipeștii de Pădure (gmina)
Filipeștii de Pădure – gmina w Rumunii, w okręgu Prahova. Obejmuje miejscowości Dițești, Filipeștii de Pădure, Minieri i Siliștea Dealului. W 2011 roku liczyła 10 358 mieszkańców.